# بروجيكت تي (صاروخ)
صاروخ بروجيكت تي (project T) هو صاروخ مصري قصير المدي يصل مداه الي (450 كلم)، ويعمل بالوقود السائل من مرحلة واحدة، مبني علي الصاروخ السوفيتي (Scud B).
تم تصميم الصاروخ في الثمانينات بالاشتراك معا كوريا الشمالية نتاج التعاون المشترك بينهما في تطوير الصواريخ البالستية. بدأت مصر إنتاج الصاروخ سنة 1990 حسب التقارير الأمريكية. كما ذكر تقرير عام 2001 أن مصر أنتجت اكتر من 300 صاروخ .